# Guy Tudor
Guy Tudor (nacido el 28 de septiembre de 1934) es un ilustrador y conservacionista estadounidense.
Ha colaborado en varios libros de aves y otra fauna del neotrópico como Guía de las Aves de Colombia 1986, Las Aves de Sudamérica: Volumen 1 1989,  Las Aves de Sudamérica: Volumen 2 1994, Aves de Venezuela 2003, Passeriformes de Sudamérica 2009, Aves de Brasil 2010, 
Es ganador de la prestigiosa beca de la Fundación MacArthur.  Ha sido fundador y presidente la New York City Butterfly Club y Director de la Asociación Norteamericana de Mariposas. Vive en Nueva York.